# كاتالينا بالاسيوس
كاتالينا بالاسيوس (بالإسبانية: Catalina Palacios)‏ هي مغنية ومقدمة تلفزيونية وممثلة تشيلية، ولدت في 16 فبراير 1980 في سانتياغو في تشيلي.

## وصلات خارجية
- كاتالينا بالاسيوس على موقع IMDb (الإنجليزية)
- كاتالينا بالاسيوس على موقع قاعدة بيانات الفيلم (الإنجليزية)